# Liste der Städte in Kalifornien nach Einwohnerzahl

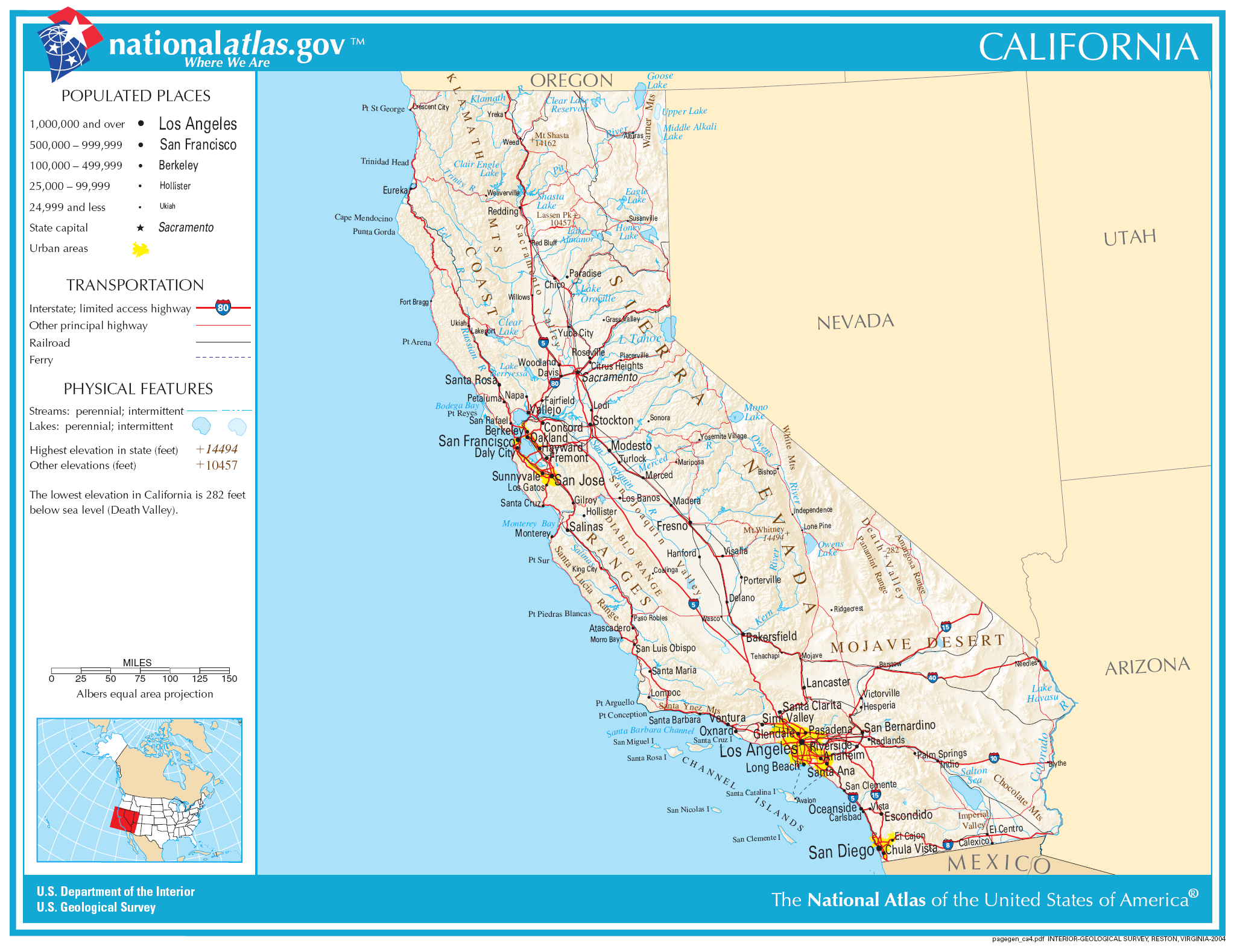
Karte von Kalifornien

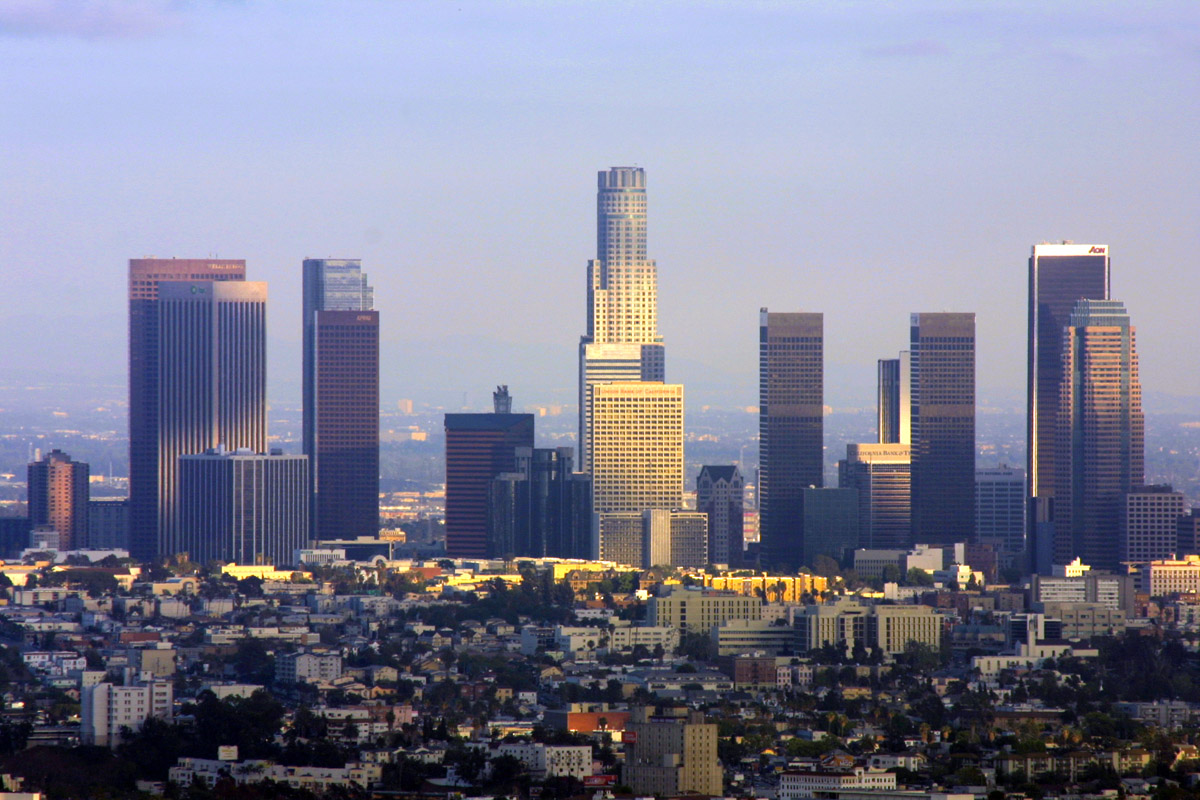
Los Angeles ist mit ca. 4 Millionen Einwohnern die größte Stadt in Kalifornien sowie die zweitgrößte in den USA

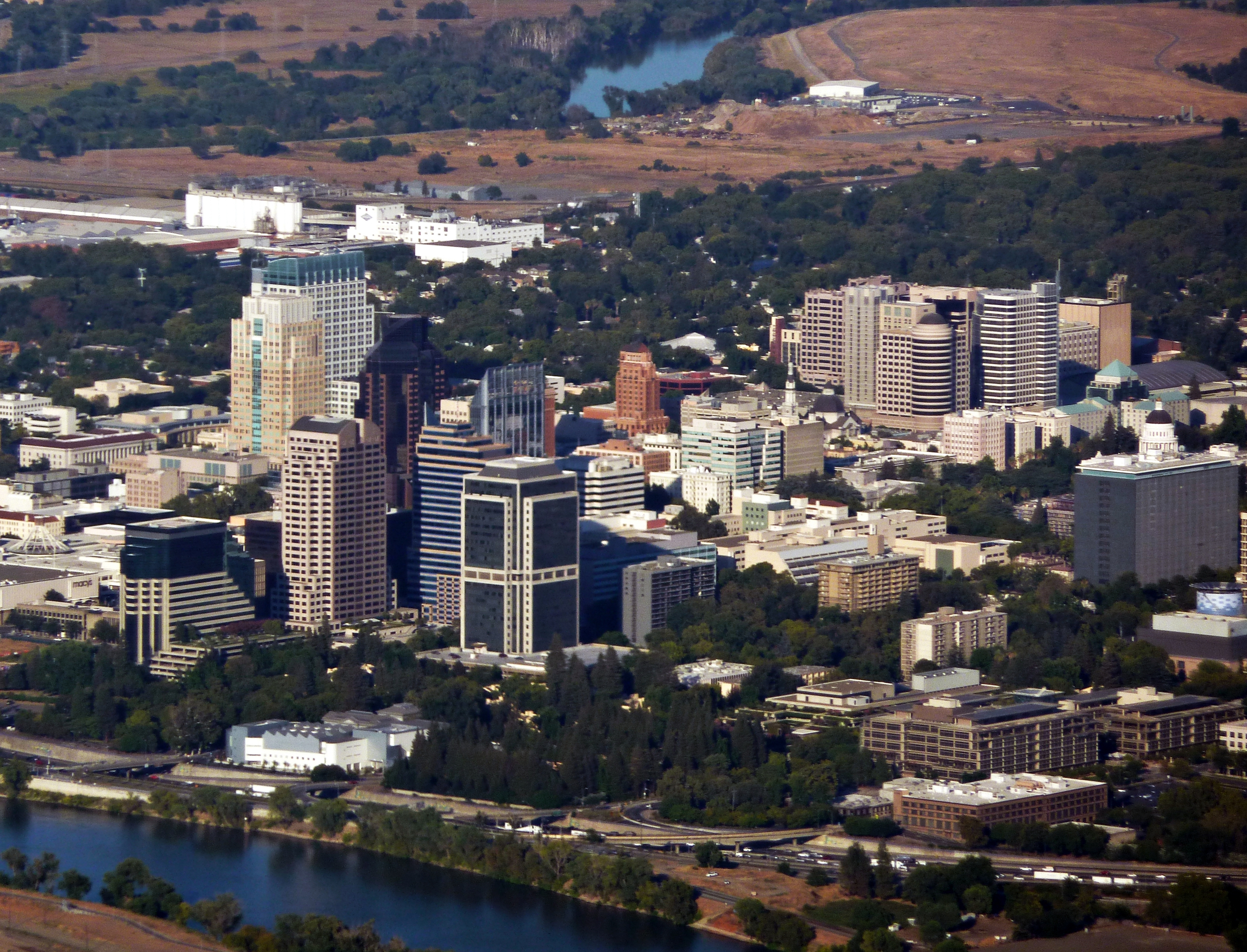
Die kalifornische Hauptstadt Sacramento

Diese Liste enthält alle Städte im US-Bundesstaat Kalifornien, sortiert nach ihrer Einwohnerzahl, die mindestens eine Bevölkerung von 100.000 aufweisen. Hauptstadt des Staates ist Sacramento, die von der Einwohnerzahl her sechstgrößte Stadt Kaliforniens.
Stand: 1. Juni 2017
| Rang | Stadt            | County         | Einwohnerzahl |
| ---- | ---------------- | -------------- | ------------- |
| 1    | Los Angeles      | Los Angeles    | 4.000.000     |
| 2    | San Diego        | San Diego      | 1.419.516     |
| 3    | San José         | Santa Clara    | 1.035.317     |
| 4    | San Francisco    | San Francisco  | 884.363       |
| 5    | Fresno           | Fresno         | 527.438       |
| 6    | Sacramento       | Sacramento     | 501.901       |
| 7    | Long Beach       | Los Angeles    | 469.450       |
| 8    | Oakland          | Alameda        | 425.195       |
| 9    | Bakersfield      | Kern           | 380.874       |
| 10   | Anaheim          | Orange         | 352.497       |
| 11   | Santa Ana        | Orange         | 334.136       |
| 12   | Riverside        | Riverside      | 327.728       |
| 13   | Stockton         | San Joaquin    | 310.496       |
| 14   | Irvine           | Orange         | 277.453       |
| 15   | Chula Vista      | San Diego      | 270.471       |
| 16   | Fremont          | Alameda        | 234.962       |
| 17   | San Bernardino   | San Bernardino | 216.995       |
| 18   | Modesto          | Stanislaus     | 214.221       |
| 19   | Fontana          | San Bernardino | 211.815       |
| 20   | Santa Clarita    | Los Angeles    | 210.888       |
| 21   | Oxnard           | Ventura        | 210.037       |
| 22   | Moreno Valley    | Riverside      | 207.226       |
| 23   | Glendale         | Los Angeles    | 203.054       |
| 24   | Huntington Beach | Orange         | 201.874       |
| 25   | Rancho Cucamonga | San Bernardino | 177.452       |
| 26   | Oceanside        | San Diego      | 176.193       |
| 27   | Ontario          | San Bernardino | 175.841       |
| 28   | Santa Rosa       | Sonoma         | 175.269       |
| 29   | Garden Grove     | Orange         | 174.226       |
| 30   | Elk Grove        | Sacramento     | 171.844       |
| 31   | Corona           | Riverside      | 167.836       |
| 32   | Hayward          | Alameda        | 160.500       |
| 33   | Lancaster        | Los Angeles    | 160.316       |
| 34   | Salinas          | Monterey       | 157.596       |
| 35   | Palmdale         | Los Angeles    | 157.519       |
| 36   | Sunnyvale        | Santa Clara    | 153.656       |
| 37   | Pomona           | Los Angeles    | 152.939       |
| 38   | Escondido        | San Diego      | 151.969       |
| 39   | Torrance         | Los Angeles    | 146.758       |
| 40   | Pasadena         | Los Angeles    | 142.647       |
| 41   | Orange           | Orange         | 140.560       |
| 42   | Fullerton        | Orange         | 140.392       |
| 43   | Roseville        | Placer         | 135.329       |
| 44   | Visalia          | Tulare         | 133.010       |
| 45   | Concord          | Contra Costa   | 129.783       |
| 46   | East Los Angeles | Los Angeles    | 129.500       |
| 47   | Thousand Oaks    | Ventura        | 128.995       |
| 48   | Santa Clara      | Santa Clara    | 127.134       |
| 49   | Simi Valley      | Ventura        | 126.878       |
| 50   | Victorville      | San Bernardino | 122.441       |
| 51   | Berkeley         | Alameda        | 122.324       |
| 52   | Vallejo          | Solano         | 122.105       |
| 53   | Fairfield        | Solano         | 116.266       |
| 54   | El Monte         | Los Angeles    | 116.109       |
| 55   | Carlsbad         | San Diego      | 115.330       |
| 56   | Temecula         | Riverside      | 114.327       |
| 57   | Costa Mesa       | Orange         | 113.825       |
| 58   | Murrieta         | Riverside      | 113.326       |
| 59   | Downey           | Los Angeles    | 113.092       |
| 60   | Antioch          | Contra Costa   | 111.674       |
| 61   | Ventura          | Ventura        | 110.790       |
| 62   | Inglewood        | Los Angeles    | 110.598       |
| 63   | Richmond         | Contra Costa   | 110.040       |
| 64   | Clovis           | Fresno         | 109.691       |
| 65   | West Covina      | Los Angeles    | 107.598       |
| 66   | Daly City        | San Mateo      | 107.074       |
| 67   | Santa Maria      | Santa Barbara  | 107.014       |
| 68   | Norwalk          | Los Angeles    | 106.084       |
| 69   | Jurupa Valley    | Riverside      | 106.028       |
| 70   | Burbank          | Los Angeles    | 104.834       |
| 71   | San Mateo        | San Mateo      | 104.748       |
| 72   | El Cajon         | San Diego      | 103.894       |
| 73   | Rialto           | San Bernardino | 103.562       |
| 74   | Vista            | San Diego      | 101.568       |
| 75   | Vacaville        | Solano         | 100.000       |

## Quelle
- American FactFinder des United States Census Bureau